# Edmar Mednis
Edmar John Mednis  est un joueur d'échecs américain né le 22 mars 1937 à Riga en Lettonie et mort le 13 février 2002 à New York. Journaliste et auteur de livres sur les échecs, il reçut le titre de grand maître international en 1980.

## Biographie
Edmar Mednis naquit en 1937 à Riga en Lettonie. Sa famille émigra aux États-Unis à la fin de la Seconde Guerre mondiale. Il fit des études d'ingénieur chimiste et travailla comme agent de change.
Mednis mourut en 2002 dans le quartier de Woodside dans le Queens à New York, d'une pneumonie. Marié, il avait deux enfants.

## Carrière aux échecs

### Années 1950
En 1951-1952, Edmar Mednis termina quatrième du championnat du club d'échecs de Manhattan (le Manhattan Chess Club de New York) avec 11 points sur 15. Deux ans plus tard, lors du même championnat, il finit 5e-6e en 1953-1954. En 1954-1955, il remporta sa demi-finale (+8 =2) et termina 3e-4e de la finale.
En 1954, Mednis fut 8e-16e du championnat open des États-Unis avec 8 points sur 12, puis 4e-8e en 1956 (ex æquo avec Fischer), 4e-7e en 1957 (victoire de Fischer) et 7e-11e en  1958.
En 1955, à Anvers, pendant l'été, Mednis finit deuxième de la finale du  championnat du monde d'échecs junior avec sept points sur neuf (+5 =4) (Mednis avait marqué 5 / 7, +3 =4, dans sa demi-finale), derrière Boris Spassky. La même année, il remporta le championnat open de l'État de New York avec huit points sur neuf (+7 =2) et le championnat Inter-colleges individuel (disputé à New York) avec 5,5 points sur 7 (+5 –1 =1). En 1956, il termina 3e-7e du championnat open du Canada et 3e-4e du trophée Rosenwald, devançant à chaque fois Bobby Fischer. La même année, il prit place au premier échiquier de l'équipe des États-Unis qui participait à l'olympiade universitaire de Uppsala ; il marqua 5,5 points sur 10. Les deux années suivantes, à Reykjavik et Varna, il jouait au deuxième échiquier, derrière William Lombardy, et marqua 7,5 points sur 13 en 1957 puis 4,5 sur 10 en 1958. En 1960, lorsque l'équipe américaine remporta l'olympiade universitaire à Léningrad, Mednis jouait comme premier remplaçant. La même année, en juillet 1960, Mednis finit premier du tournoi de Caracas, ex æquo avec Miguel Najdorf et Laszlo Tepassto, 11 points sur 12.
Mednis disputa son premier championnat d'échecs des États-Unis en 1957-1958, en même temps que le vainqueur Bobby Fischer. Lors de sa première participation, Mednis termina 6e-8e avec la moitié des points. En 1958-1959, il finit dernier puis en 1959-1960 seulement neuvième sur douze joueurs.

### Années 1960 et 1970
Absent du championnat américain en 1960-1961, Mednis termina troisième ex æquo en 1961-1962. En 1962-1963, Mednis termina 7e-8e ; lors de la première ronde, jouant avec les pièces noires, il infligea la première défaite de Bobby Fischer dans un championnat des États-Unis (depuis 1958). L'année suivante (1963–1964), il termina 9e-10e. Après quatre années d'absence, Mednis revint au championnat américain en 1969 : il termina 5e-8e avec la moitié des points.
En 1972 et 1973, Mednis finit huitième du championnat puis avant-dernier en 1975.
En juin 1978, à Pasadena, Mednis termina troisième ex æquo. Ce fut sa dernière participation dans un championnat national et, grâce à son résultat, il put participer au tournoi interzonal de Riga 1979. Dans sa ville natale, il finit 14e-16e sur dix-huit participants avec 5,5 points sur 17 et deux victoires pour huit défaites.
Mednis participa aux olympiades d'échecs de 1962 et 1970 comme deuxième remplaçant et marqua douze points sur dix-huit pour l'équipe américaine (+11 –5 =2). Il reçut le titre de maître international en 1974 et celui de grand maître en 1980. En 1974, il termina troisième du tournoi international de Houston (premier américain derrière  Robert Hübner et Matanovic), quatrième aux tournois de Los Angeles (victoire de Gligoric) et Madonna di Campiglio (victoire de Sax). Les années suivantes, il réalisa une première norme de grand maître international à Cleveland 1975 et finit quatrième à Budapest 1976. Dans les années 1980, Mednis remporta les tournois de Barcelone 1980 et de Porto Rico 1984.

## Publications
Mednis est l'auteur de 26 livres sur les échecs, traduits dans beaucoup de langues. 
Ses premiers livres furent : 
- How to beat Bobby Fischer, Quadrangle, 1974,  (ISBN 0-8129-0469-9)Mednis commente la totalité des 61 défaites de Bobby Fischer (en parties lentes) de 1958 à 1972.
- How Karpov wins, David McKay, 1975,  (ISBN 0-679-13045-4)Mednis commente les 93 victoires de Anatoli Karpov (en parties lentes) depuis le mémorial Alekhine de décembre 1971 jusqu'à la finale des candidats contre Viktor Kortchnoï en novembre 1974.
 Une seconde édition parut en 1994, augmentée de sept parties remportées par Karpov entre 1976 et 1981.
- How to beat the Russians, David McKay, 1978,  (ISBN 0-679-13376-3)

Mednis était un contributeur régulier du journal de la fédération américaine : Chess Life and Review. Il était un expert des finales d'échecs et tint une rubrique régulière intitulée Practical Endgames dans le journal Chess Life. Ces chroniques constituèrent le matériau de son livre de  1978 :
- Practical Endgame Lessons, David McKay, 1978, 0679141022

De nombreux livres suivirent dans les années 1980 et 1990 :
- King power in chess, Three Rivers Press, 1980,  (ISBN 0-679-13450-6), (en français : Le pouvoir du Roi, 1992)
- How to play good opening moves, 1982,  (ISBN 0-679-13377-1), (en français : Comment bien jouer l'ouverture, 1993)
- Practical rook endings, Chess Enterprises, 1982,  (ISBN 0-931462-16-9), (en français : Guide pratique des finales de Tours, 1992 ; Finales de tours pratiques, 2011)
- From the opening into the endgame, 1983,  (ISBN 0-08-026917-6), (en français : De l'ouverture à la finale, 1990)
- From the middlegame into the ending, 1987,  (ISBN 0-08-032037-6), (en français : Du milieu de jeu à la finale, 1993)
- Questions & answers on practical endgame play, 1987,  (ISBN 0-931462-69-X) (en français : Questions et réponses pratiques pour les finales, 1991)
- How to beat a superior opponent, Summit Pub., 1989,  (ISBN 0-945806-01-9)Collection de parties commentées.
- Strategic Themes in Endgames, Chess Enterprises, 1989
- Practical Bishop Endings, Chess Enterprises, 1990,  (ISBN 0-945470-04-5)
- Strategic Themes in the Opening and Beyond, Chess Enterprises, 1991, rééd. 1998 (en français : Prolongements stratégiques de l'ouverture, jusqu'à la finale, 1996)
- How to be a complete tournament player, MacMillan Publishing Company, 1991,  (ISBN 1-85744-018-8) (en français : Comment devenir un joueur de tournoi accompli, 1996)
- avec Colin Crouch : Rate Your Endgame, Cadogan, 1992,  (ISBN 978-1-85744-174-1)
- Practical Knight Endings, Chess Enterprises, 1993,  (ISBN 0945470355)
- Advanced Endgame strategies, Chess Enterprises 1996,  (ISBN 0945470592)
- The King in the Endgame, 1997
- The King in the Opening, 1997
- Practical opening tips, 1997,  (ISBN 1-85744-186-9),
- Practical middlegame tips, 1998,  (ISBN 1-85744-211-3),
- Practical endgame tips, Cadogan, 1998,  (ISBN 1-85744-213-X),
- Strategic chess, Mastering the closed game, 1998,  (ISBN 0-945806-11-6),

Il tint dans les années 1980 pendant plusieurs années une rubrique intitulée « La pratique des finales » dans le mensuel français Europe-Echecs.